# UFC Fight Night: Те-Хуна vs. Марквардт
UFC Fight Night: Te Huna vs. Marquardt (также UFC Fight Night 43) — турнир по смешанным единоборствам, проведённый организацией Ultimate Fighting Championship 28 июня 2014 года в спорткомплексе «Вектор Арена» в Окленде, Новая Зеландия.
В главном бою вечера американец Нейт Марквардт с помощью рычага локтя в первом раунде принудил к сдаче новозеландца Джеймса Те-Хуну.

## Предыстория
Это был первый турнир, проведённый UFC на территории Новой Зеландии. В качестве места действия организаторами был выбран спорткомплекс «Вектор Арена» в Окленде.
Возглавили турнир представители средней весовой категории: американец Нейт Марквардт и местный новозеландский боец Джеймс Те-Хуна.
Энтони Перош должен был встретиться здесь с Джаном Вилланте, но в конечном счёте снялся с турнира из-за травмы, и его заменили Шоном О’Коннеллом.
Соперником Нила Магни изначально являлся Клаудиу Силва, однако тот травмировался, и его заменил новичок организации Родригу ди Лима, бывший чемпион Jungle Fight в полусреднем весе.
Из списка участников турнира также выбыл травмировавшийся Джон Делос Рейес, который должен был драться с Ричи Вакуликом. В качестве замены выступил новичок организации Ролдан Сангча-ан.
Примечательно, что в этот же день 28 июня организация провела ещё один турнир — UFC Fight Night 44 в Сан-Антонио.

## Результаты
| Категория                            |                 |      |                  | Способ                                     | Раунд | Время | Примечание |
| Основные бои (UFC Fight Pass)        |                 |      |                  |                                            |       |       |            |
| Средний вес                          | Нейт Марквардт  | поб. | Джеймс Те-Хуна   | Сдача (рычаг локтя)                        | 1     | 4:34  |            |
| Тяжёлый вес                          | Джаред Рошолт   | поб. | Соа Палелеи      | Единогласное решение (30-27, 30-27, 30-27) | 3     | 5:00  |            |
| Полулёгкий вес                       | Шарлис Оливейра | поб. | Хацу Хиоки       | Сдача (перуанский галстук)                 | 2     | 4:32  |            |
| Полусредний вес                      | Роберт Уиттакер | поб. | Майк Роудз       | Единогласное решение (30-27, 30-27, 30-27) | 3     | 5:00  |            |
| Предварительные бои (UFC Fight Pass) |                 |      |                  |                                            |       |       |            |
| Лёгкий вес                           | Джейк Мэттьюс   | поб. | Дашон Джонсон    | Сдача (треугольник)                        | 3     | 3:16  | [ 8 ]      |
| Наилегчайший вес                     | Ричи Вакулик    | поб. | Ролдан Сангча-ан | Единогласное решение (30-27, 29-28, 29-28) | 3     | 5:00  |            |
| Полусредний вес                      | Вик Груич       | поб. | Крис Индич       | TKO (удары руками)                         | 1     | 4:55  |            |
| Полусредний вес                      | Нил Магни       | поб. | Родригу ди Лима  | TKO (удары руками)                         | 2     | 2:32  |            |
| Полулёгкий вес                       | Дэн Хукер       | поб. | Иан Энтвисл      | TKO (удары локтями)                        | 1     | 3:34  |            |
| Полутяжёлый вес                      | Джан Вилланте   | поб. | Шон О’Коннелл    | Раздельное решение (29-28, 28-29, 29-28)   | 3     | 5:00  |            |

## Награды
Следующие бойцы были удостоены денежного бонуса в $50,000:
- Бой вечера: Джан Вилланте — Шон О’Коннелл
- Выступление вечера: Нейт Марквардт и Шарлис Оливейра